# バッテリー・パーク・シティ・フェリー・ターミナル
バッテリー・パーク・シティ・フェリー・ターミナル（英語: Battery Park City Ferry Terminal）は、ニューヨーク州とニュージャージー州の港湾のフェリー、水上バス、遊覧船にスリップを提供している。浮きドックは、ハドソン川に置かれ、マンハッタン区バッテリー・パーク・シティのビージー・ストリートと繋がっている。ターミナルはワールドフィナンシャルセンターに近く、この名を借りてワールド・フィナンシャル・センター・フェリー、WFCフェリー・ターミナルのように開業以来名付けられている。
所有するニューヨーク・ニュージャージー港湾公社によって委任されており、施設は、1989年から始まった路線用の波止場と交換するため、2009年にオープンした。ターミナルには、4つの曲がった波止場と2つのスリップがある。単胴船の構造は、世界最大の種類であり、0.75エーカー (0.30 ha)の土地が含まれている。この2つのタワーは、水表面から75フィート以上下の岩盤に錨を降ろしている。
ターミナルは、私営の1989年から営業を始めているNYウォーターウェイとリバティ・ウォーター・タクシーによって使用されている。ゴールドマン・サックスは、川の両側にある職場を結ぶため、2隻のフェリーに委任しており、これは、従業員と従業員以外の両方に使用されている。シーストリークは、ラリタン・ベイショアと結ばれる11号埠頭/ウォール街へのシャトル路線をピーク時に運営している。

## 路線
| ルート |                                                                                      | 乗り換え |
| --- | ------------------------------------------------------------------------------------ | --- |
| バッテリー・パーク・シティ・フェリー・ターミナル ワールドフィナンシャルセンター マンハッタン、バッテリー・パーク・シティ ビジー・ストリート、ハドソン・リバー・パーク |                                                                                      | MTAバスM20 ダウンタウン接続バス                                                                                     |
| 行き先 | 備考                                                                                 | |
| ウィーホーケン・ポート・インペリアル ウィーホーケン | ラッシュ時                                                                           | ハドソン・バーゲン・ライトレール ニュージャージー・トランジット・バス NYウォーターウェイ                            |
| 14丁目 ホーボーケン | ラッシュ時運営                                                                       | ニュージャージー・トランジット・バス                                                                                |
| ホーボーケン駅 ホーボーケン | 一日中運営                                                                           | パストレイン ハドソン・バーゲン・ライトレール NJT & MTA鉄道 ハドソン・プレイス・バスターミナル                      |
| パウルス・フック・フェリー・ターミナル ジャージーシティ、パウルス・フック、エクスチェンジ・プレイス                                                                   | 一日中運営                                                                           | PATH ハドソン・バーゲン・ライトレール ニュージャージー・トランジット・バス ニューヨーク・ウォーターウェイ・シャトル |
| リバティ港 ジャージーシティ、パウルス・フック、マリン・ブルバード | ラッシュ時運営                                                                       | ハドソン・バーゲン・ライトレール                                                                                    |
| リバティ港 ハドソン川ウォーターフロント・ウォークウェイ ジャージーシティ、リバティ州立公園                                                                            | ウォーレン・ストリート経由 パウルス・フック、モーリス・キャナル 平日と一部の週末運営 | エリス島＝リバティ島フェリー                                                                                        |
| ベルフォード港 モンマス郡、ラリタン・ベイショア | ラッシュ時運営                                                                       | ナローズ & アッパー湾                                                                                               |
| 11号埠頭/ウォール街 | ラッシュ時運営                                                                       | ラリタン・ベイショアルート シーストリークへの接続路線                                                               |